# 趙鼎臣
趙鼎臣（1068年—？），字承之，自號葦溪翁，韋城（今河南滑縣東南）人。
哲宗元祐六年（1091年）進士，調真定府戶曹參軍，不赴。紹聖中期，曾在越州當官。後被李邦直聘爲僚屬。徽宗政和八年（1118年），官度支員外郎。宣和三年（1121年），出知鄧州。不久，召爲太府卿。著有《竹隠畸士集》四十卷。